# Підготовка шахтного поля
Підготовка шахтного поля (рос. подготовка шахтного поля; англ. mine take layout, mine take development; нім. Vorbereitung f des Grubenfeldes, Grubenfeldvorrichtung f, Zuschnitt m des Grubenfeldes) — проведення гірничих виробок після розкриття шахтного поля з метою поділу його на частини, зручні для розміщення в них очисних вибоїв. Основне призначення підготовки шахтного поля — створення технологічних, транспортних і вентиляційних зв'язків між очисними вибоями та розкривними виробками.

## Загальна характеристика
Під терміном «Спосіб підготовки шахтного поля» розуміється не тільки поділ шахтопласта системою підготовчих виробок на менші частини. Ця система підготовчих виробок може обслуговувати один або декілька пластів, що розробляються. За цією ознакою розрізняють індивідуальний та груповий (коли розробка двох і більше пластів ведеться на одну систему підготовчих виробок) способи підготовки. В останньому випадку немає необхідності підготовчих виробок (бремсберґи, похили, хідники, штреки) по всіх пластах, оскільки їх проводять спільними для групи розроблюваних пластів. Для підготовки шахтопластів виробки можуть проводитися по пласту або по бічних породах. Залежно від розташування виробок відносно пласта розрізняють пластову, польову та пластово-польову підготовку. Назва способу підготовки дається за основною класифікаційною ознакою — як шахтне поле поділяється системою підготовчих виробок на менші частини. При розробці вугільних (сланцевих) родов. розрізняють такі способи підготовки — панельний, погоризонтний, поверховий, головними штреками та комбінований.

## Панельний спосіб підготовки
При п а н е л ь н о м у способі підготовки шахтне поле ділять на ділянки — панелі, які послідовно відпрацьовують. Панелі мають довжину за простяганням 800–3000 м. Кожна панель має гол. трансп. і вентиляц. штреки, а також панельні бремсберґи або похили з хідниками. Панель, у свою чергу, ділиться на яруси, які теж послідовно відпрацьовують. Для панельної П.ш.п. характерна стовпова система розробки пласта з повторним використанням ярусних штреків, прямоточна схема провітрювання виїмкової дільниці, розташування осн. підготовчих виробок у бокових породах пласта.

## Погоризонтний спосіб підготовки
Застосування п о г о р и з о н т н о г о способу П.ш.п. зумовлене особливостями розробки пластів довгими стовпами з посуванням лав за підняттям або падінням. При цьому способі шахтне поле поділяють на виїмкові смуги (стовпи) завширшки 120—250 м, витягнуті за падінням. Останні готують за допомогою трансп. і вентиляц. похилів (бремсберґів). Виїмкові стовпи відпрацьовують, як правило, прямим ходом у бремсберґовій і зворотним ходом у похиловій частинах шахтного поля.

## Поверховий спосіб підготовки
При п о в е р х о в о м у способі підготовки шахтне поле в межах рівня (горизонту) ділять на смуги-поверхи, які готуються за допомогою поверхових трансп. і вентиляц. штреків. Останні проводяться з поверхових квершлаґів або капітального бремсберґа, похилу.
На вибір способу підготовки шахтного поля впливають такі чинники: • гірничогеологічні: потужність, кут падіння та обводнення пласта, наявність великих геологічних порушень у шахтному полі та напрям основної системи тріщин у породах покрівлі пласта; • гірничотехнічні: розміри шахтного поля; кількість очисних вибоїв, які треба розмістити на пласті; технологія ведення очисних та підготовчих робіт.

## Польова підготовка шахтного поля
Вид підготовки, при якому гірничі виробки проходять по пустих породах. За-стосовується при розробці потужних вугільних пластів, особливо схильних до самозаймання, при заляганні пласта в нестійких бічних породах і породах, схильних до здимання підошви, при великій глибині розробки (понад 600 м).